# Zygmunt Ulm
Zygmunt Antoni Ulm vel Zygmunt Szybki vel Zygmunt Cisowski pseud. Szybki, Zwinny (ur. 27 grudnia 1918 we Lwowie, zm. 12 grudnia 2011 w Wielkiej Brytanii) – żołnierz Wojska Polskiego, oficer Polskich Sił Zbrojnych na Zachodzie i Armii Krajowej, uczestnik Powstania Warszawskiego, podpułkownik, cichociemny. Znajomość języków: niemiecki, angielski. Zwykły Znak Spadochronowy nr 0199, Bojowy Znak Spadochronowy nr 1454.

## Życiorys
Do 1937 roku uczył się w X Gimnazjum, następnie w II Gimnazjum we Lwowie, gdzie zdał egzamin dojrzałości. Od października 1938 roku był słuchaczem Szkoły Podchorążych Rezerwy Kawalerii w Grudziądzu, po jej ukończeniu w lipcu 1939 roku został awansowany na stopień kaprala podchorążego, i przydzielony do 14 Pułku Ułanów Jazłowieckich.
W kampanii wrześniowej do 22 września walczył jako zastępca dowódcy plutonu szwadronu wydzielonego cekaemów Ośrodka Zapasowego Podolskiej Brygady Kawalerii  Z częścią brygady 27 września przekroczył granicę polsko-węgierską, został internowany na Węgrzech. W listopadzie 1939 roku uciekł. przez Jugosławię i Włochy dotarł do Francji. 2 grudnia wstąpił do Polskich Sił Zbrojnych, został przydzielony do szwadronu cekaemów 10 Pułku Strzelców Konnych 10 Brygady Kawalerii Pancernej, później służył jako zastępca dowódcy plutonu zaopatrzenia.
Po upadku Francji 21 czerwca 1940 roku został ewakuowany z Le Verdon, dotarł 23 czerwca do Liverpoolu (Wielka Brytania). Przydzielono go jako zastępcę dowódcy plutonu szwadronu ckm oraz szwadronu rozpoznawczego 10 Pułku Strzelców Konnych 10 Brygady Kawalerii Pancernej. Od 15 lutego do 5 marca 1941 roku służył w 5 Brygadzie Kadrowej Strzelców i ponownie w 10 Pułku Strzelców Konnych.
Zgłosił się do służby w kraju. Został przeszkolony ze specjalnością w dywersji i broni pancernej na kursach specjalnych dla kandydatów na cichociemnych, m.in. dywersyjno-strzeleckim (STS 25, Inverlochy), podstaw wywiadu (STS 34, Bealieu), spadochronowym, i in.  Zaprzysiężony na rotę ZWZ/AK 15 grudnia 1943 roku w Chicheley przez szefa Oddziału VI (Specjalnego) Sztabu Naczelnego Wodza, i awansowany na stopień podporucznika, ze starszeństwem od 1 marca 1944 roku. Przerzucono go na stację wyczekiwania Głównej Bazy Przerzutowej w Latiano nieopodal Brindisi we Włoszech. 
Skoczył ze spadochronem do okupowanej Polski w nocy 10/11 maja 1944 roku w sezonie operacyjnym „Riposta”, w operacji lotniczej o kryptonimie „Weller 27” dowodzonej przez kpt. naw. Władysława Krywdę, z samolotu Liberator EV-978 „R” (1586 Eskadra PAF). Zrzut miał nastąpić na placówkę odbiorczą „Nil-2” 123 (kryptonim polski, brytyjskie oznaczenie numerowe pinpoints), 19 km na południowy wschód od Piotrkowa Trybunalskiego, w okolicach wsi Żerechowa-Kolonia. Dzień wcześniej, tj. 9 maja w miejscu planowanego zrzutu walkę z Niemcami stoczył oddział partyzancki Stanisława Karlińskiego ps. Burza.  W związku z tym zrzutu dokonano kilka kilometrów dalej, w okolicy wsi Ślepietnica. W operacji uczestniczyły dwa samoloty, z jednego zrzucono skoczków, 12 zasobników oraz 6 paczek, z drugiego 9 zasobników oraz 6 paczek. Razem z nim skoczyli: ppor. Kazimierz Bernaczyk-Słoński ps. Rango, ppor. Jan Bienias ps. Osterba, kpt. Bohdan Kwiatkowski ps. Lewar,  ppor. Zdzisław Straszyński ps. Meteor oraz kurier Delegatury Rządu na Kraj ppor. Stanisław Niedbał-Mostowin ps. Bask.
Po skoku pełnił służbę instruktora oddziału partyzanckiego „Burza” w Okręgu Łódź AK. Od 15 czerwca 1944 roku przebywał w Warszawie, aklimatyzując się do realiów okupacyjnych, w dyspozycji Komendy Głównej AK. 
W powstaniu warszawskim służył jako oficer ordynansowy i adiutant bojowy dowódcy Zgrupowania Róg, mjra Stanisława Błaszczaka, w rejonie od Państwowej Wytwórni Papierów Wartościowych wzdłuż wybrzeża do pl. Zamkowego i ul. Miodowej, broniąc wschodniego odcinka Starego Miasta. 24 sierpnia został odznaczony Krzyżem Walecznych.  Od 2 września był zastępcą dowódcy kompanii w Śródmieściu i na Powiślu. Od 20 września walczył jako adiutant dowódcy 36 Pułku Piechoty Legii Akademickiej AK, Stanisława Błaszczaka.
Po upadku powstania, od 5 października przebywał w niewoli niemieckiej, został osadzony w Stalagu XI B Fallingbostel, Stalagu XI C Bergen-Belsen, Oflagu II B Groß-Rosen, Stamlager X B Sandbostel i Oflagu X C Lubeka. Został uwolniony 2 maja 1945 przez żołnierzy brytyjskiej 11 Dywizji Pancernej. 
11 maja 1945 roku zameldował się w Oddziale VI (Specjalnym) Sztabu Naczelnego Wodza. 11 czerwca podjął studia prawnicze na Uniwersytecie Oksfordzkim. Po rezygnacji ze studiów został przydzielony jako oficer wywiadu, od 18 marca 1946 roku był adiutantem 24 Pułku Ułanów 1 Dywizji Pancernej I Korpusu Polskiego. Od 11 maja 1947 roku służył w kontrwywiadzie, od 25 czerwca 1947 roku w Emden (Niemcy). Od 6 stycznia 1949 roku do 30 września 1949 roku służył w PKPR. Pozostał na emigracji, pracował jako agent ubezpieczeniowy w Londynie, portier w Grovenor Court Hotel, później jako urzędnik oraz zastępca dyrektora w Commercial Bank. W 1983 roku przeszedł na emeryturę.
Był zapalonym tenisistą (w sierpniu 1947 roku wygrał turniej tenisa PKPR, trzykrotnie zdobył mistrzostwo Polskiej emigracji). Czynnie działał w polskich stowarzyszeniach kombatanckich w Wielkiej Brytanii. Należał do Special Forces Club w Londynie. Udzielał się w kilku klubach tenisowych, m.in. Two Quwns Club, Dawid Lloyos Club. Trzykrotny mistrz Polski w singla na emigracji (1954–1957) oraz pięciokrotny w debla (z Arturem Ftidrichem).
Jego pogrzeb odbył się 20 grudnia 2011 roku w miejscowości Cooden w hrabstwie Sussex (Wielka Brytania). Został pośmiertnie awansowany na stopień podpułkownika decyzją MON nr 2401/Kadr z 16 grudnia 2011.

## Awanse
- kapral podchorąży – lipiec 1939 roku
- podporucznik – ze starszeństwem od 1 marca 1944 roku
- porucznik – 5 października 1944 roku
- rotmistrz –
- major –
- podpułkownik - pośmiertnie, decyzja MON nr 2401/Kadr z 16 grudnia 2011[8]

## Odznaczenia
- Krzyż Komandorski Orderu Odrodzenia Polski[9] „za wybitne zasługi dla niepodległości Polski” (2009)
- Krzyż Walecznych – czterokrotnie
- Krzyż Partyzancki (1945)[6]
- Warszawski Krzyż Powstańczy (1994)[6]
- Medal Wojska – dwukrotnie[6]
- Gwiazda za Wojnę 1939–1945 (Wielka Brytania)[6]
- Medal Obrony (1946, Wielka Brytania)[6]
- Medal Wojny 1939–1945 (Wielka Brytania)[6]
- Medal za Odwagę w Sprawie Wolności (Wielka Brytania).

## Życie rodzinne
Był synem Aleksandra, radcy wojewódzkiego i starosty powiatowego w Brzozowie, i Janiny z domu Strzeleckiej. W 1949 roku ożenił się z Barbarą Beatrice Samuels, z którą miał dwóch synów: Michała (ur. w 1950 roku) i Dawida Antoniego.